# Andrea Sousa
Antônia Soares André de Sousa (Campo Maior - Piauí, 27 de maio de 1957), mais conhecida como Andrea Sousa, é contadora de histórias, pesquisadora, ativista e gestora cultural, professora universitária de literatura oral, escritora e é bacharel em relações públicas e pós-graduada na arte de contar histórias: abordagens performáticas, literárias e poéticas.

## Biografia
É patrona da cadeira número 46 na Academia Brasileira de Contadores de Histórias (ABCH). Idealizou e promoveu o Primeiro Encontro Nacional de Contadores de Histórias de São Paulo. Foi coordenadora da Casa de Cultura de Santo Amaro, onde ganhou menção honrosa da UNESCO para assuntos de comunicação em 1996. Fundadora da Casa de Cultura Paço Cultural Julio Guerra (Antiga Casa Amarela). Fundadora da AMENSOL (Associação Mulheres em Sol Maior). Criadora do Espaço Gourmet - Delícias Literárias. Foi coordenadora do Centro de Cidadania da Mulher de Santo Amaro em 2017. Também fundou a Associação dos Escritores de Santo Amaro. Idealizadora do Prêmio Baobá de Contação de histórias e da Virada Contadeira. Foi indicada para o título de Cidadã Paulistana em 2016. E desde 2017 é coordenadora do Centro Cultural Santo Amaro.

## Livros Escritos
- Toinha dos inhamuns a menina que amava as palavras[4]
- Antologia de Poemas Latino-Americanos: Daqui e Dali[5]
- A Valente Dadá no Reino da EJA encantada[6]
- Essa História Eu Conto Assim[7]